# وكالة البرازيل
وكالة البرازيل (بالبرتغالية: Agência Brasil) هي وكالة الأنباء العامة الوطنية التي تديرها حكومة البرازيل الاتحادية. وهي جزء من شركة الإعلام العامة التي تم إنشاؤها في عام 2007 لتوحيد مؤسستين إعلاميتين حكوميتين: راديو البرازيل وتلفيزيون البرازيل.
وكالة البرازيل هي واحدة من أهم وكالات الأنباء البرازيلية، التي تغذي آلاف الصحف الإقليمية ومواقع الإنترنت في جميع أنحاء البرازيل وكذلك وسائل الإعلام الوطنية.
يقع مقرها الرئيسي في العاصمة البرازيلية برازيليا. يوجد أيضًا مكتبان إقليميان في ساو باولو وريو دي جانيرو.

## أعمالها
من بين الخدمات التي تقدمها وكالة البرازيل، يبرز ما يلي:
- إنتاج الأخبار: معلومات آنية حول القضايا الرئيسية للحياة السياسية الوطنية، من إنتاج فريق من الصحفيين يتمتعون بمصداقية معترف بها.
- الصور: ينتج فريق المصورين ثروة من المواد الإخبارية ضمن مجال خبرة الوكالة.
- إنتاج الرسوم البيانية: بدأت الوكالة في استخدام لغات الفيديو والصوت والنص والرسومات الثابتة والمتحركة في تنسيقات جديدة لتسهيل فهم بعض الموضوعات الصحفية.
- إنتاج تقارير كبيرة: تنشر الوكالة بانتظام مقالات ذات أعداد أطول وأكثر تعقيدًا، تسمى التقارير الخاصة. تختلف هذه المنتجات عن التقارير الأخرى من خلال وجود عرض تقديمي متعدد الوسائط وتقديم مناهج أكثر تفصيلاً وعمقًا.